# Owstonia maccullochi
Owstonia maccullochi es una especie de peces de la familia Cepolidae en el orden de los Perciformes.

## Distribución geográfica
Se encuentra en el Pacífico occidental: Nueva Gales del Sur (Australia).